# Пуцзе
Айсіньгеро Пуцзе (кит. трад. 愛新覺羅 溥傑, спр. 爱新觉罗 溥杰, піньїнь: Àixīnjuéluó Pǔjié; 16 квітня 1907 — 28 лютого 1994) — молодший брат останнього маньчжурського імператора Пу І. Син великого князя Чуня та дівчата з клану Айсін Ґьоро — за чутками позашлюбної дочки імператриці Цисі та сановника Жунлу.
У юності разом із братом був ув'язнений у Забороненому місті. Якось юний імператор закотив скандал, побачивши на браті каптан жовтого кольору, що символізує імператорську владу.
У 1924 його одружили з родичкою-маньчжуркою, але подружжя не жило разом.
З 1929 навчався в Японії, де закінчив елітну школу Гакусюїн та Військову академію.
У зв'язку з початком японської експансії до Маньчжурії та бездітністю його старшого брата урядові кола Японії зацікавилися питанням спадкоємця маньчжурського престолу. З метою прив'язати Пуцзе до Японії йому було запропоновано обрати дружину за фотографіями родичок Хірохіто. Вибір принца зупинився на Хіро Саге (1914-1987). Вони одружилися в Токіо в 1937, а потім поїхали жити до двору Пу І в Чанчуні.
До початку Радянсько-японської війни в 1945 Пуцзе очолював імператорську гвардію. Після того, як зірвалася спроба втечі імператорського сімейства до Японії, Пуцзе намагався здати Чанчунь військам гоміньдану. Був узятий у полон Червоною Армією і разом із братом провів 5 років у таборах Чити та Хабаровська. Після видачі китайським комуністам утримувався в таборі для військових злочинців.
За зразкову поведінку було випущено на волю і з подачі Чжоу Еньлая в 1961 оселився в Пекіні разом із дружиною та молодшою дочкою. Старшу доньку, Хуейшен, у 19-річному віці знайдено застреленою. Обставини її загибелі досі викликають суперечки.
У 1978 обраний депутатом Всекитайських зборів народних представників і через десять років увійшов до складу президії. Також входив до Постійного комітету Політбюро ЦК КПК та став віце-головою однієї з парламентських комісій.
Виступав консультантом на зйомках Бернардо Бертолуччі фільму «Останній імператор», одним із героїв якого він був. Після смерті Пуцзе в 1994 право на маньчжурський престол успадкував його молодший брат, Пужень.